# Alan Alda
Pour les articles homonymes, voir Alda.
Alphonso D'Abruzzo, dit Alan Alda, né le 28 janvier 1936 à New York, est un acteur, écrivain, réalisateur et  américain. Il est principalement connu pour son rôle du capitaine Benjamin Franklin « Œil de Lynx » Pierce (Hawkeye Pierce) dans la série télévisée M*A*S*H.

## Biographie

### Jeunesse et formation
Alphonso Joseph D'Abruzzo est le fils de Robert Alda (né Alfonso Giuseppe Giovanni Roberto D'Abruzzo), un acteur qui a eu du succès et qui a fait profiter du cinéma burlesque et du vaudeville à son fils et de Joan Browne, une reine de beauté couronnée Miss New York (en). Il a un demi-frère l'acteur Antony Alda (en).
À l'âge de 7 ans, il a contracté la poliomyélite qui l'a alité pour une période de deux ans. Sa mère, Joan, l'a soigné sans relâche pendant cette période. Joan commence à présenter des troubles psychiques, peu à peu elle sombre dans la maladie mentale. À l'époque, les thérapies étaient quasi inexistantes et, finalement, la maladie est devenue si grave qu'elle a une fois tenté de poignarder son père, qui a ensuite divorcé. Robert Alda se remariera avec l'actrice italienne Flora Marino,,,. 
Après ses études secondaires à l'Archbishop Stepinac High School (en) de White Plains,  il est admis à l'Université de Fordham, où il obtient son Bachelor of Arts (équivalent d'une licence) en littérature anglaise. Durant sa première année d'étude, il a étudié en Europe où il a joué dans une pièce à Rome et à Amsterdam à la télévision avec son père. 
Après ses études universitaires, en 1957, il rejoint la Reserve Officers' Training Corps, pour suivre une formation d’officier, il est affecté comme officier d'artillerie pendant six mois en Corée du sud.

### Carrière
En 1950, il commence sa carrière comme membre du Compass Players (en), une société de revue des comédies.
De 1972 à 1983, joue le rôle du capitaine Benjamin Franklin « Œil de Lynx » Pierce (« Hawkeye » en  anglais) dans la série télévisée M*A*S*H, avec laquelle il a remporté cinq prix Emmy Awards, écrit (ou coécrit) vingt épisodes, et dirigé trente épisodes. Au cours de sa carrière, il a été nommé pour les Emmy Awards 20 fois et deux fois pour les Tony Awards, et a remporté sept prix choix du public, six prix Golden Globe et trois prix de la Director's Guild of America.
De 1990 à 2005, il anime le magazine scientifique Scientific American Frontiers (en) diffusé par la chaîne Public Broadcasting Service (PBS),.
Il a fait une apparition dans au moins deux publicités télévisées, qui impliquaient l'industrie informatique, avec Atari en premier et plus tard, avec l'aide de toute la production de M*A*S*H, une publicité pour la gamme de produits PS/2 d'IBM.
Grâce à sa grande part dans le succès de l'émission M*A*S*H, Alda avait dorénavant une plate-forme pour parler de politique, et s'est fait entendre comme supporteur actif pour l'égalité des droits pour les femmes.  Il était considéré comme un croque-mitaine par certains conservateurs politiques.
Alan Alda a aussi mis en scène le personnage Richard Feynman, physicien nobelliste, dans la pièce QED (en). Cette production est essentiellement centrée sur ce personnage avec une portion mineure pour un autre personnage. L'écriture vient de Peter Parnell (en), mais la production et l'inspiration pour la pièce de théâtre sont d'Alan Alda.
En 2005-2006, il a joué le rôle du sénateur Arnold Vinick dans les deux dernières saisons de la série À la Maison-Blanche.

### Vie privée
En 1957, Alan épouse la photographe et écrivaine Arlene Weiss (en), le couple a trois filles : Eve, Elizabeth et Beatrice.
En 2018, il annonce sur CBS qu'il est atteint de la maladie de Parkinson,.

## Filmographie

### Réalisateur
- 1974 : 6 Rms Riv Vu (en) (téléfilm)
- 1976 : Hickey (téléfilm)

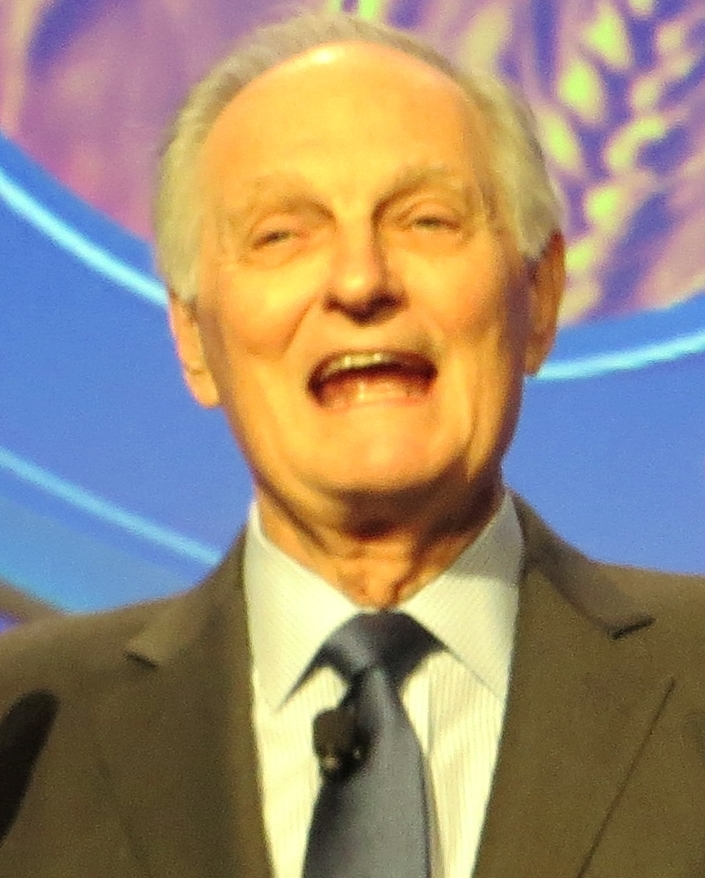
En 2013.

- 1981 : Les Quatre Saisons (The Four Seasons)
- 1972 : M*A*S*H (série télévisée)
- 1986 : Sweet Liberty
- 1988 : A New Life (en)
- 1990 : Le Mariage de Betsy (Betsy's Wedding)

### Acteur
- 1955 : Secret File, U.S.A. (de) (série télévisée)
- 1963 : Gone Are the Days! (en) de Nicholas Webster (en) : Charlie Cotchipee
- 1963 : Route 66 (série télévisée) (série télévisée) : Dr Glazer (saison 3, épisode 31)
- 1963 : East Side/West Side (série télévisée) : Freddie Wilcox (saison 1, épisode 1)
- 1965 : The Trials of O'Brien (série télévisée) : Nick Staphos (saison 1, épisode 11)
- 1966 : Where's Everett (TV) : Arnold Barker
- 1967 : Coronet Blue (en) (série télévisée) : Clay Breznia (saison 1, épisode 10)
- 1968 : Le Lion de papier (Paper Lion) d'Alex March : George Plimpton
- 1969 : The Extraordinary Seaman de John Frankenheimer : Lt. (j.g.) Morton Krim
- 1970 : Jenny (en) de  George Bloomfield (de) : Delano
- 1970 : La Guerre des Bootleggers (The Moonshine War) de Richard Quine : John W. (Son) Martin
- 1971 : Story Theatre (série télévisée)
- 1971 : Satan, mon amour (The Mephisto Waltz) de Paul Wendkos : Myles Clarkson
- 1972 : La Corruption, l'Ordre et la Violence (The Glass House) (téléfilm) : Jonathan Paige
- 1972 : To Kill a Clown (pt) de  George Bloomfield (de) : Maj. Evelyn Ritchie
- 1972 : Playmates (téléfilm) : Marshall Barnett
- 1972 : M*A*S*H (série télévisée) : Capitaine Benjamin Franklin Pierce (Hawkeye) (1972-1983)
- 1973 : Isn't It Shocking? (en) (TV) : Shérif Dan Barnes
- 1974 : Free to Be... You & Me (TV) : Divers personnages (voix)
- 1974 : 6 Rms Riv Vu (en) (TV) : Paul Friedman
- 1977 : Kill Me If You Can (TV) : Caryl Chessman
- 1978 : Même heure, l'année prochaine (Same Time, Next Year) de Robert Mulligan : George Peters
- 1978 : California Hôtel (California Suite) de Herbert Ross : Visiteurs de New York - Bill Warren
- 1979 : La Vie privée d'un sénateur (The Seduction of Joe Tynan) de Jerry Schatzberg : Joe Tynan
- 1981 : Les Quatre Saisons (The Four Seasons), de lui-même : Jack Burroughs
- 1983 : M*A*S*H (série télévisée) : Capitaine Benjamin Franklin Pierce (Hawkeye)
- 1986 : Sweet Liberty, de lui-même : Michael Burgess
- 1988 : A New Life (en) : Steve
- 1989 : Crimes et délits (Crimes and Misdemeanors) de Woody Allen : Lester
- 1990 : Le Mariage de Betsy (Betsy's Wedding) : Eddie Hopper
- 1992 : Intimes confessions (Whispers in the Dark) de Christopher Crowe (en) : Leo Green
- 1993 : Meurtre mystérieux à Manhattan (Manhattan Murder Mystery) de Woody Allen : Ted
- 1993 : Les Soldats de l'espérance (And the Band Played On) de Roger Spottiswoode (TV) : Dr Robert Gallo
- 1994 : White Mile (en) (TV) : Dan Cutler
- 1995 : Canadian Bacon de Michael Moore : Président des États-Unis
- 1996 : Jake's Women (TV) : Jake
- 1996 : Flirter avec les embrouilles (Flirting with Disaster) de David O. Russell : Richard Schlichting
- 1996 : Tout le monde dit I love you (Everyone Says I Love You) de Woody Allen : Bob Dandridge
- 1997 : Meurtre à la Maison-Blanche (Murder at 1600) de Dwight H. Little : Alvin Jordan, conseiller à la sécurité nationale
- 1997 : Mad City de Costa-Gavras : Kevin Hollander
- 1998 : L'Objet de mon affection (The Object of My Affection) de Nicholas Hytner : Sidney Miller
- 1999 : Urgences (ER) (série télévisée) : Dr Gabriel Lawrence (saison 6)
- 2000 : Ce que veulent les femmes (What Women Want) de Nancy Meyers : Dan Wanamaker
- 2001 : Club Land (TV) : Willie Walters
- 2001 : The Killing Yard (TV) : Ernie Goodman
- 2004 : The Aviator de Martin Scorsese : Sénateur Ralph Owen Brewster (en)
- 2004 : À la Maison-Blanche (The West Wing) (série télévisée) : Sénateur puis candidat républicain à la présidence des États-Unis Arnold Vinick (en)
- 2008 : Le Prix du silence (Nothing but the Truth) de Rod Lurie : Alan Burnside
- 2009-2010 à la télévision : 30 Rock (série télévisée) : Milton Greene
- 2011 : Le Casse de Central Park (Tower Heist) de Brett Ratner : Arthur Shaw
- 2011-2013 : The Big C (série télévisée) : Dr Atticus Sherman
- 2012 : Peace, Love et plus si affinités de David Wain : Carvin
- 2013-2014 : Blacklist (série télévisée) : Alan Fitch
- 2015 : Le Pont des espions (Bridge of Spies) de Steven Spielberg : Thomas Watters
- 2015 : Chemins croisés de Georges Tillman : Ira
- 2016 : Horace and Pete (série télévisée) : Uncle Pete
- 2016 : Broad City (série télévisée) : Dr Jay Heller (saison 3, épisode 5)
- 2018-2019 : The Good Fight (série télévisée) : Solomon Waltzer (saison 2, épisodes 8 à 10)
- 2018-2020 : Ray Donovan (série télévisée) : Dr Arthur Amiot
- 2019 : Marriage Story de Noah Baumbach :  Bert Spitz

## Voix françaises
- Georges Claisse dans :
  - Ce que veulent les femmes
  - Aviator
  - Renaissance d'un champion
  - Le Pont des espions

- Michel Le Royer dans :
  - Crimes et Délits
  - Tout le monde dit I love you
  - Meurtre à la Maison-Blanche

- Pierre Dourlens dans : (les séries télévisées)
  - Urgences
  - À la Maison-Blanche
  - 30 Rock

- Jean Lescot dans :
  - Mad City
  - L'Objet de mon affection

- Bernard Tiphaine dans :
  - Le Casse de Central Park
  - Peace, Love et plus si affinités

Et aussi
- Dominique Paturel dans Satan, mon amour
- Philippe Ogouz dans M*A*S*H (série télévisée - 1re voix)
- Philippe Peythieu dans M*A*S*H (série télévisée - 2e voix)
- Roland Ménard dans California Hôtel
- Jean-Luc Kayser dans Le Mariage de Betsy
- Jean-Pierre Moulin dans Intimes Confessions
- Jean-Claude Balard dans Meurtre mystérieux à Manhattan
- Michel Tureau dans Canadian Bacon
- François Dunoyer dans Flirter avec les embrouilles
- François Jaubert dans Un éclair de génie
- Philippe Ariotti dans Blacklist (série télévisée)
- Jean-Pierre Leroux dans The Good Fight (série télévisée)
- Frédéric Cerdal dans Les Quatre Saisons (série télévisée)